# Čeburaška

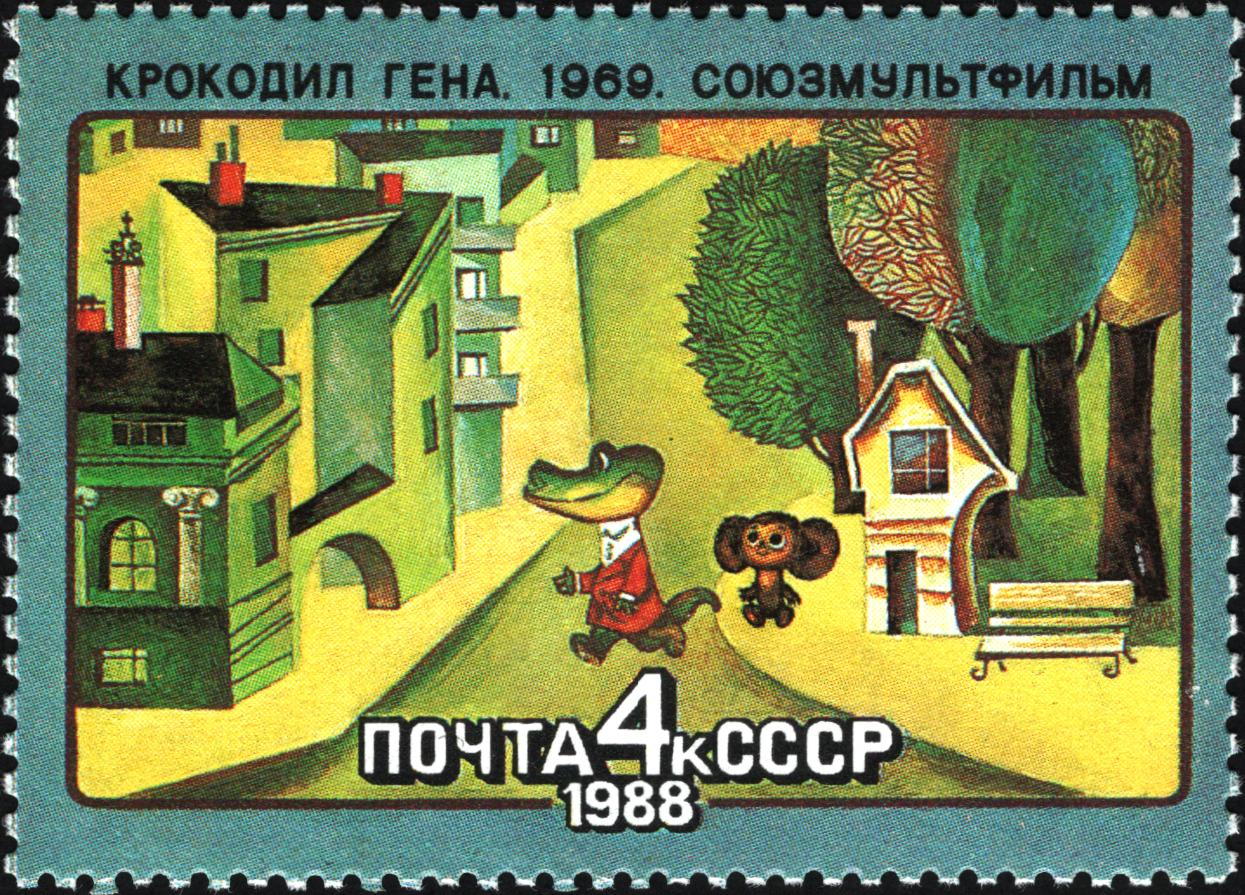
Čeburaška s krokodýlem Genou na známce z roku 1988

Čeburaška (rusky Чебурашка) je filmová postavička, s velkýma ušima a černýma očima. Je známou postavičkou legendárního animovaného ruského filmu. Poprvé se objevil v dětské knize Eduarda Uspenského roku 1966, první film o Čeburaškovi byl vytvořen velkým ruským animátorem Romanem Kačanovem v roce 1969.

## Filmové zpracování
- 1. Krokodil Gena (1969)
- 2. Čeburaška (1971)
- 3. Šapokljak (1974)
- 4. Čeburaška jde do školy (1983)

Dále byl vytvořený Japonský seriál Čeburaška Arere? (チェブラーシカ あれれ?) a film Cheburashka z roku 2009.